# Indianernes ven
Indianernes ven (originaltitel Tongues of Flame) er en amerikansk stumfilm fra 1924 instrueret af Joseph Henabery.

## Medvirkende
- Thomas Meighan som Henry Harrington
- Bessie Love som Lahleet
- Eileen Percy som Billie Boland
- Berton Churchill som Boland
- John Miltern som Scanlon
- Leslie Stowe som Hornblower
- Nick Thompson som Adam John
- Jerry Devine som Mickey